# Ahmad ibn Arabshah
Abu Muhammad Shihab al-Din Ahmad ibn Muhammad ibn Abd Allah ibn Ibrahim, aussi connu sous le nom de Ahmad ibn Arabshah (أحمد بن عربشاه) (1389 à Damas, Syrie - 1450) est un écrivain, traducteur et voyageur syrien qui a vécu à l'époque du règne de Tamerlan (1370 - 1405).

## Biographie
Muhammad ibn Arabshah est né à Damas en Syrie, ville où il grandit. Lorsque Tamerlan envahit la Syrie, il se rend à Samarcande puis en Transoxiane. Plus tard, il quitte Adarna où il travaille pour la cour du sultan Muhammad Uthman en traduisant des livres de l'arabe en turc et en persan. 23 ans après avoir quitté sa ville natale, il retourne à Damas. 
Plus tard, il se rend en Égypte, où il meurt.
L'érudit musulman Abd al-Wahhab ibn Arabshah est son fils.

## Œuvres
- Aja'ib al-Maqdur fi Nawa'ib al-Taymur (Les Merveilles de la Destinée des ravages de Timour), ouvrage complété le 12 août 1435.
  - Ce livre a été traduit en latin : Ahmedis arabsiadae itae et rerum gestarum Timuri, qui vulgo Tamerlanes dicitur, historia. Lugduni Batavorum, ex typographia Elseveriana, 1636[2] (réédition en 1772[3])
  - Une traduction en anglais est parue en 1936 : Tamerlane, or Timur: the great amir[4]
- al-Ta'lif al-tahir fi shiyam al-Malik al-Zahir
- Fakihat al-Khulafa' wa Mufakahat al-Zurafa'
- Jami' al-Hikayat (traduction du persan au turc)
- al-'Aqd al-Farid fi al-Tawhid
- Ghurrat al-Siyar fi Duwal al-Turk wa al-Tatar
- Muntaha al-Adab fi Lughat al-Turk wa al-Ajam wa al-'Arab